# Koukkusaari
Koukkusaari este o arie protejată (arie specială de conservare — SAC, sit de importanță comunitară — SCI) din Finlanda întinsă pe o suprafață de 180 ha, integral pe uscat.

## Localizare
Centrul sitului Koukkusaari este situat la coordonatele 60°25′00″N 26°43′48″E / 60.4167°N 26.73°E.

## Înființare
Situl Koukkusaari a fost declarat sit de importanță comunitară în august 1998 pentru a proteja un număr necunoscut de specii din flora spontană și fauna sălbatică aflate în arealul zonei. Situl a fost protejat și ca arie specială de conservare în aprilie 2015.

## Biodiversitate
Situată în ecoregiunea boreală, aria protejată conține 2 habitate naturale: Insule esker baltice, cu vegetație a plajelor nisipoase, stâncoase și cu galeți, precum și cu vegetație sublitorală, Litoraluri nisipoase din Baltica boreală cu vegetație perenă.
La baza desemnării sitului se află un număr nedeclarat de specii protejate.